# Cantón de Mansle
El cantón de Mansle era una división administrativa francesa, que estaba situada en el departamento de Charente y la región de Poitou-Charentes.

## Composición
El cantón estaba formado por veintiséis comunas:
- Aunac
- Bayers
- Cellefrouin
- Cellettes
- Chenommet
- Chenon
- Fontclaireau
- Fontenille
- Juillé
- La Tâche
- Lichères
- Lonnes
- Luxé
- Mansle
- Mouton
- Moutonneau
- Puyréaux
- Saint-Amant-de-Bonnieure
- Saint-Angeau
- Saint-Ciers-sur-Bonnieure
- Sainte-Colombe
- Saint-Front
- Saint-Groux
- Valence
- Ventouse
- Villognon

## Supresión del cantón de Mansle
En aplicación del Decreto n.º 2014-195 de 20 de febrero de 2014, el cantón de Mansle fue suprimido el 22 de marzo de 2015 y sus 26 comunas pasaron a formar parte del nuevo cantón de Boixe y Manslois.